# Easy Action
Easy Action er Alice Coopers andet album, og det udkom i juni 1970. Titlen kommer fra en replik i musical-filmen West Side Story, der var en af bandets favoritfilm.
Trommeslageren Neal Smith sagde senere om produceren David Briggs:
| Citat | David hadede vores musik og os. Jeg husker, at det udtryk han brugte om vores musik var "Psykedelisk lort". Jeg tror Easy Action var for tør og tv- eller radioreklameagtig, og han hjalp ikke med sangarrangement eller positiv input på nogen måde. | Citat |
|       | |       |

## Spor
Alle sange er skrevet af Vincent Furnier, Glen Buxton, Michael Bruce, Dennis Dunaway og Neal Smith.
1. "Mr. and Misdemeanor" – 3:05
2. "Shoe Salesman" – 2:38
3. "Still No Air" – 2:32
4. "Below Your Means" – 6:41
5. "Return of the Spiders" – 4:33
6. "Laughing at Me" – 2:12
7. "Refrigerator Heaven" – 1:54
8. "Beautiful Flyaway" – 3:02
9. "Lay Down and Die, Goodbye" – 7:36

## Musikere
- Alice Cooper – Vokal
- Glen Buxton – Lead guitar
- Michael Bruce – Rytmeguitar, vokal på "Below Your Means" og "Beautiful Flyaway"
- Dennis Dunaway – Bas
- Neal Smith – Trommer

1. ↑  "Interview med Neal Smith". Arkiveret fra originalen 3. august 2004. Hentet 6. august 2009.